# Morgan Hamm
Morgan Carl Hamm (Washburn, 24 settembre 1982) è un ex ginnasta statunitense.

## Palmarès

### Olimpiadi
- 1 medaglia:
  - 1 argento (Atene 2004 nel concorso a squadre)

### Mondiali
- 1 medaglia:
  - 1 argento (Anaheim 2003 nel concorso a squadre)